# Demna Gvasalia
Demna Gvasalia (en géorgien : დემნა გვასალია) est un styliste géorgien, né le 25 mars 1981 à Soukhoumi, Géorgie.
Il est formé à l'Académie royale des beaux-arts d'Anvers en Belgique. Il travaille auparavant pour Maison Martin Margiela et Louis Vuitton,. Il est le fondateur de la marque Vetements, et le directeur artistique de Balenciaga depuis 2015. Il est nommé directeur artistique de Gucci en mars 2025.

## Biographie

### Origines
Demna Gvasalia est né en Géorgie d’une mère russe et d'un père géorgien. Deux ans après la chute du mur de Berlin, une guerre civile éclate en Géorgie entre 1991 et 1993. Sa famille est contrainte de s'enfuir alors que le massacre de Géorgiens commence dans la ville natale de l'adolescent. Elle s'arrête à Tbilissi, la capitale du pays, puis part pour l'Ukraine, fait un passage en Russie avant de s'installer à Düsseldorf en 2000.

### Carrière
Après des études de finance, Demna Gvasalia renonce à devenir banquier pour s'installer en Belgique et y obtenir le diplôme du master de mode masculine à l’Académie royale des beaux-arts d’Anvers. En 2009, il commence sa carrière chez Maison Margiela à Paris. Il enchaîne sur un poste chez Louis Vuitton, et le quitte en 2014 pour démarrer, avec son frère ainé, sa marque Vetements,. Il devient directeur artistique de Balenciaga en 2015, une des maisons du groupe de luxe Kering,,. En mars 2025, Demna quitte Balenciaga pour succéder à Sabato de Sarno, le directeur artistique Gucci, la maison italienne du groupe Kering. 

## Style
Les expériences de son enfance influent sur son style. Dans une certaine mesure, son enfance manque d’exposition à la culture occidentale, ce qui lui donne l’envie de découvrir plus de choses auxquelles les jeunes Occidentaux sont habitués. Les dessins de Gvasalia ont beaucoup de symboles de la culture occidentale.
Le style de Gvasalia se concentre sur les vêtements de rue. Il s'inspire des vêtements et des marques typiques de l'Europe de l'Ouest comme Crocs, Ikea, DHL et Bounty, etc. Selon lui, la clé du succès pour ses designs réside dans le choix de « volumes stricts, exagérés et une esthétique street dénichée dans la rue et les fripes, toujours à rebours des tendances ». Il pense que : « la mode est un miroir, une réflexion sur ce qui se passe autour de nous. Cela se manifeste dans les collections. Le quotidien, c’est ce qui parle aux gens, la vie de tous les jour ». Il considère son design comme une « déconstruction » pour créer des choses nouvelles.
Comme les styles pour son design soulignent l'importance du quotidien, Demna Gvasalia choisit des endroits et des modèles différents pour les défilés de sa marque. Il a choisi des lieux comme un sex-club homosexuel, un restaurant chinois.  La torture est souvent présente dans ses défilés. En 2022 ces thèmes ont connus une accélération : en mai 2022 des mannequins défilent en tenue BDSM à Wall Street, en octobre des mannequins battus avec le visage tuméfié et des hématomes défilent dans la boue, puis en novembre 2022 de jeunes enfants posent dans des chambres d'enfant avec des ours en peluche en tenue BDSM et des verres d'alcool vides.  

## Controverses

### Scandale de la campagne publicitaire avec des enfants
Le 16 novembre 2022, Balenciaga publie une campagne publicitaire « Gift Shop » en ligne mettant en scène six jeunes enfants aux pupilles dilatées tenant des ours en peluche vêtus de bondage et d'équipement BDSM, au milieu de verres de vin vides et de flutes de champagnes vides,.  Quelques jours plus tard, le lien est fait entre cette campagne et une autre simultanée de Balenciaga, « Garde-Robe ». On y voit une photographie d'un sac posé sur la page d'une décision de la Cour suprême sur une affaire en rapport avec la pédopornographie et deux autres éléments en rapport avec la pédocriminalité,. Des vidéos d'utilisateurs de TikTok détruisant leurs produits Balenciaga font alors des dizaines de millions de vues, Balenciaga est accusée de promouvoir la pédophilie et fait l'objet d'un appel au boycott,. La marque est contrainte de retirer sa campagne publicitaire et admet une erreur. Demna Gvasalia s'excuse sur Instagram. En mars 2023 il prétend « Je n’ai pas vu le coté effrayant. Mais c'est évident maintenant », « C'était […] une erreur stupide».
En novembre 2022 Business of Fashion, site d’information de référence dans l'industrie de la mode, déclare retirer à Demna Gvasalia le Global VOICES Award 2022 qu'elle lui avait décerné en juillet car « la façon dont les enfants apparaissaient avec des produits inspirés du BDSM […] sont totalement incompatibles avec nos valeurs »,,.

## Distinctions
- Créateur d'accessoires de l'année aux Fashion Awards[30],[31] (2018)
- Chevalier de l'ordre des Arts et des Lettres (2025)[32]